# قلعه فوکوهارا

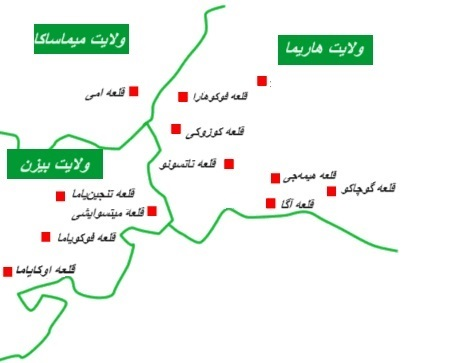
محل قلعه فوکوهارا/سایو

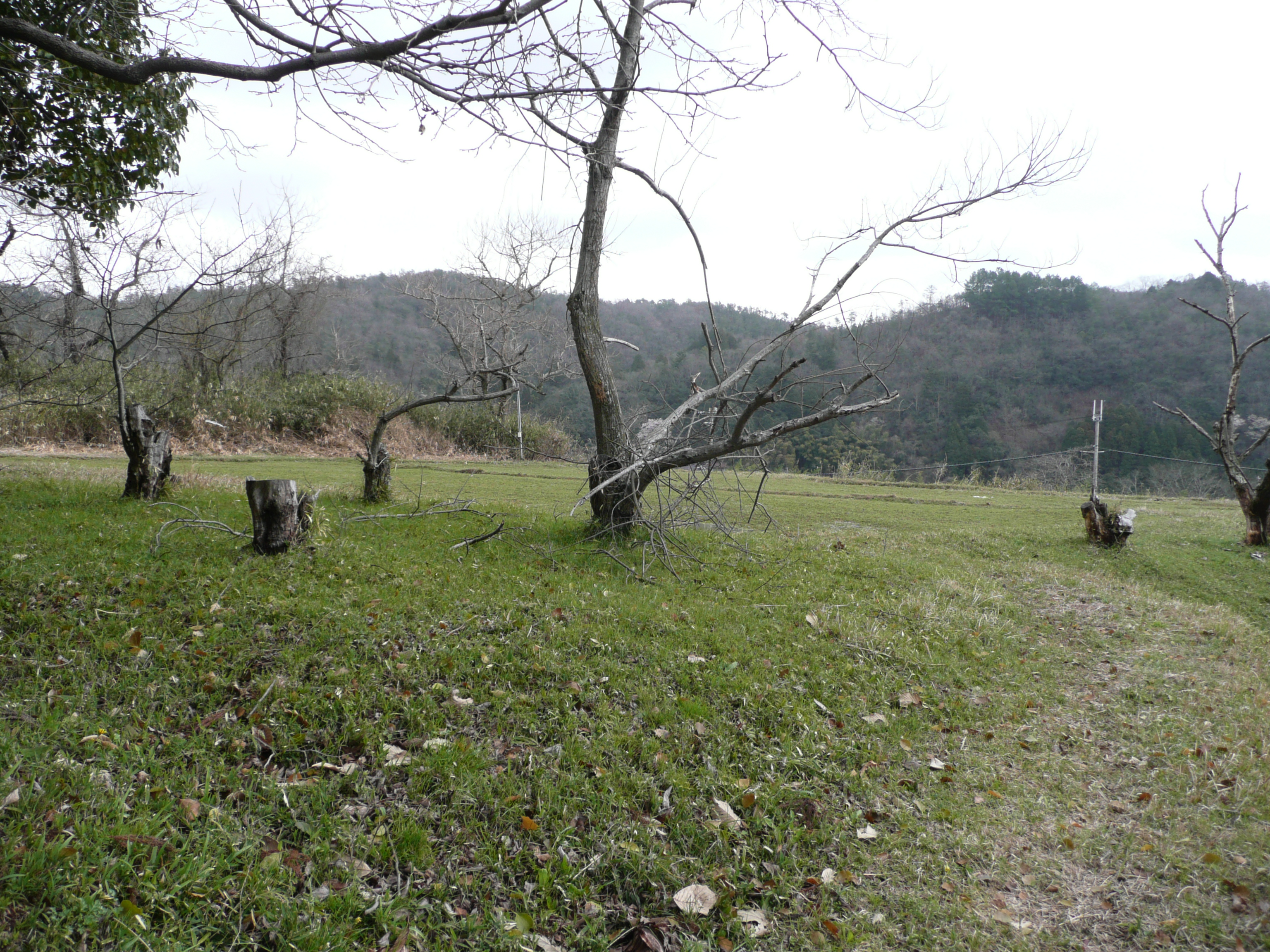
محل قلعه فوکوهارا/سایو

قلعه فوکوهارا (به ژاپنی: 福原城) یا قلعه سایو، یک قلعه ژاپنی در شهر شهرستان سایو، هیوگو، استان هیوگو (نام قبلی ولایت هاریما) در ژاپن بود.

## دوره سنگوکو
در پایان دوره سنگوکو، زمانی که نیروهای شرقی و غربی با یکدیگر رقابت می‌کردند، قلعه‌های خاندان آکاماتسو همراه با قلعه ریکان در شرق، قلعه کوزوکی در غرب و قلعه تاکاکورا در جنوب تشکیل شد، اما در ۱۵۷۷، هیده‌یوشی تویوتومی قلعه توسط ژنرال‌هایی مانند  کورودا یوشیتاکا و تاکه‌ناکا شیگه‌هارو مورد حمله قرار گرفت و ارباب قلعه، فوکوگوری هیساشی، خود قلعه را به آتش کشید و خودکشی کرد به این ترتیب قلعه سقوط کرد. (علاوه بر این، در سند تاریخی خاندان کورودا، «کورودا کیفو»، ارباب قلعه فوکوهارا سوکه‌ناری است و گفته شده است که او توسط هیراتسوکا تامه‌هیرو شکست خورده است)